# Neocorus ibidionoides
Neocorus ibidionoides là một loài bọ cánh cứng trong họ Cerambycidae.